# Logit
La función logit es una parte importante de la regresión logística: para más información, por favor ver ese artículo.
En matemáticas, especialmente aquellas aplicadas en estadística, el logit de un número p entre 0 y 1 es
{\displaystyle \operatorname {logit} (p)=\log \left({\frac {p}{1-p}}\right)=\log(p)-\log(1-p).\!\,}
La base de la función logaritmo usada aquí es de poca importancia en el presente artículo, siempre y cuando sea mayor que 1, aunque se usa a menudo el logaritmo natural con base e. La función logit es la inversa del "sigmoide", o función "logística".
Si p es una probabilidad entonces p/(1 − p) es la razón de momios, y el logit de la probabilidad es el logaritmo de la razón de momios; similarmente la diferencia entre los logits de dos probabilidades es el logaritmo del odds ratio (OR), obteniéndose así un mecanismo aditivo para combinar odds-ratios:

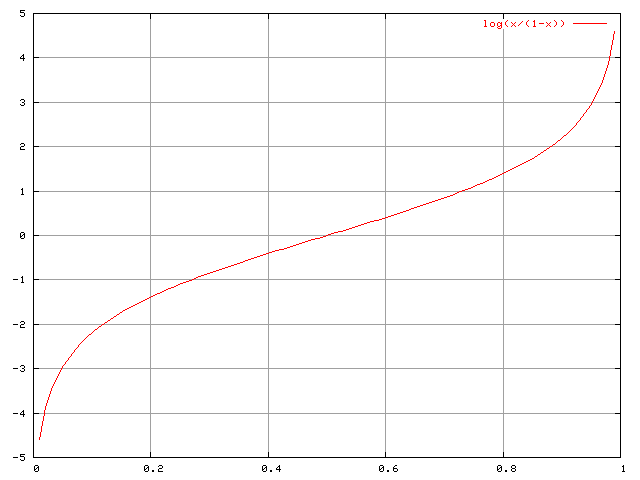
Gráfica de la función logit de 0 a 1 usando e como base

{\displaystyle \operatorname {log} (OR)=\log \left({\cfrac {\left({\cfrac {p}{1-p}}\right)}{\left({\cfrac {q}{1-q}}\right)}}\right)=\log \left({\cfrac {p}{1-p}}\right)-\log \left({\cfrac {q}{1-q}}\right)=\operatorname {logit} (p)-\operatorname {logit} (q)}

## Historia
El modelo logit fue introducido por Joseph Berkson en 1944, quien sugirió el nombre. El nombre fue traído como una analogía al muy similar modelo probit desarrollado por Chester Ittner Bliss in 1934. G. A. Barnard en 1949 trajo el término comúnmente usado log-odds; los log-odds de un evento es el logit de la probabilidad de un evento.

## Usos y propiedades
- El logit en regresión logística es un caso especial de una función de enlace en un modelo lineal generalizado.
- La función logit es el negativo de la derivada de la función de entropía binaria.
- El logit es también central para el modelo Rasch probabilístico para medición, el cual tiene aplicaciones en mediciones psicológicas y académicas, entre otras áreas.
- El logit se utiliza con frecuencia, al igual que el Probit, para el desarrollo de modelos de score de crédito.